# Henrietta Hill Swope
Henrietta Hill Swope (San Luis, Misuri, 26 de octubre de 1902 – Pasadena, 24 de noviembre de 1980) fue una astrónoma estadounidense que estudió las estrellas variables. En particular, midió la relación período-luminosidad de las estrellas cefeidas, que son estrellas variables brillantes cuyos períodos de variabilidad se relacionan directamente con sus luminosidades intrínsecas. Por lo tanto, sus períodos medidos pueden relacionarse con sus distancias y usarse para medir el tamaño de la Vía Láctea y las distancias a otras galaxias.

## Biografía
Era hija de Mary Hill y Gerard Swope, y sobrina de Herbert Bayard Swope . Sus padres dieron clases en Hull-House en Chicago a fines de la década de 1890. Su padre había asistido al MIT y era ingeniero. Trabajó para General Electric, llegando a ser presidente de la compañía en 1922.
Se enteró de las charlas en el Observatorio Maria Mitchell mientras estaba de vacaciones con su familia en Nantucket, y tomó una clase nocturna allí junto con su hermano. También escuchó hablar al astrónomo de Harvard Harlow Shapley;] posteriormente iría a trabajar con él en estrellas variables.

## Educación
Swope asistió al Barnard College y se graduó en 1925, con una licenciatura en matemáticas. 
Después de la universidad, regresó a Chicago y asistió durante un año a la Escuela de Administración de Servicios Sociales, en la Universidad de Chicago
Mientras trabajaba con Harlow Shapley, obtuvo su Maestría en Astronomía en 1928 en el Radcliffe College.

## Historial profesional
Swope fue a trabajar para Shapley en 1926 y comenzó a trabajar en la  identificación de  estrellas variables en la Vía Láctea. Se hizo amiga de Cecilia Payne-Gaposchkin y Adelaide Ames. Se convirtió en una experta en estimar magnitudes de estrellas a partir de imágenes en placas fotográficas.
Swope dejó Harvard para trabajar en el laboratorio de radiación  del MIT en 1942. De 1942 a 1947, trabajó en las tablas de navegación LORAN.
Desde 1947 hasta 1952, Swope enseñó astronomía en el Barnard College y en el Connecticut College for Women e hizo investigaciones utilizando placas antiguas de Harvard.
En 1952, Walter Baade, de los observatorios de la Carnegie Institution de Washington, le pidió, a través de Martin Schwarzschild como intermediario, que trabajara con él en las estrellas variables detectadas en otras galaxias por el nuevo Telescopio Hale de 200 pulgadas del Observatorio Palomar. Aunque fue contratada como asistente de investigación de Baade, en el grupo de "estudios nebulares", trabajó de forma independiente, hasta el punto de escribir publicaciones científicas con su nombre. Permaneció en la Carnegie Institution durante el resto de su carrera; se jubiló oficialmente en 1968.
En 1964, un artículo de Baade y Swope informó sobre los resultados de las curvas de luz para 275 cefeidas derivadas por Swope a partir de placas fotográficas de la galaxia de Andrómeda tomadas con el relativamente nuevo telescopio Hale de 200 pulgadas en Palomar Mountain. Informaron una nueva distancia a M31, dada como un módulo de distancia de 24,25. Continuaron este trabajo en 1963 con nuevos resultados de 20 cefeidas en una región de Andrómeda menos afectada por la extinción y estimaron un nuevo módulo de distancia de 24,20 mag.

## Legado
En 1967, Swope hizo una donación de valores por valor de 650.000 dólares a la Carnegie Institution de Washington para desarrollar "instalaciones de observatorios astronómicos ópticos en el hemisferio sur". Esta donación se utilizó para el desarrollo del sitio, incluidos los sistemas de carreteras, agua y energía, y para construir un telescopio de 40 pulgadas en el Observatorio Las Campanas de Carnegie en Chile . Este telescopio se denominó Telescopio Swope en su honor; comenzó a funcionar en 1971 y todavía se utiliza hoy en día. Swope también dejó la mayor parte de su patrimonio a Carnegie para apoyar aún más Las Campanas y la investigación astronómica en la institución en general.
Henrietta Hill Swope falleció a la edad de 78 años en Pasadena, California.

## Premios y honores
- Premio Annie J. Cannon en 1968
- El asteroide 2168 Swope recibe su nombre en su honor.
- Premio Barnard a las alumnas distinguidas, 1975
- El Telescopio Swope del Observatorio Las Campanas en Chile lleva su nombre.
- Doctorado honorario, 1975, Universidad de Basilea, Suiza
- Medalla de distinción del Barnard College, 1980